# Episodi di Murphy Brown (decima stagione)
La decima stagione della serie televisiva Murphy Brown è stata trasmessa in anteprima negli Stati Uniti d'America dalla CBS tra il 1º ottobre 1997 e il 18 maggio 1998.
| nº | Titolo originale                             | Titolo italiano | Prima TV USA     | Prima TV Italia |
| -- | -------------------------------------------- | --------------- | ---------------- | --------------- |
| 1  | Murphy Redux                                 |                 | 1º ottobre 1997  |                 |
| 2  | A Butcher, a Faker, a Bummed-Out Promo Maker |                 | 8 ottobre 1997   |                 |
| 3  | Ectomy, Schmectomy                           |                 | 15 ottobre 1997  |                 |
| 4  | Operation: Murphy Brown                      |                 | 22 ottobre 1997  |                 |
| 5  | Florence Night-en Corky                      |                 | 29 ottobre 1997  |                 |
| 6  | Waiting to Inhale                            |                 | 5 novembre 1997  |                 |
| 7  | Petty Woman                                  |                 | 12 novembre 1997 |                 |
| 8  | From Here to Jerusalem                       |                 | 19 novembre 1997 |                 |
| 9  | Tempus Fugit                                 |                 | 24 novembre 1997 |                 |
| 10 | I Hear a Symphony                            |                 | 10 dicembre 1997 |                 |
| 11 | From the Terrace                             |                 | 17 dicembre 1997 |                 |
| 12 | The Last Temptation of Murphy                |                 | 7 gennaio 1998   |                 |
| 13 | Turpis Capillus Annus (Bad Hair Day)         |                 | 14 gennaio 1998  |                 |
| 14 | Wee Small Hours                              |                 | 21 gennaio 1998  |                 |
| 15 | Then and Now                                 |                 | 28 gennaio 1998  |                 |
| 16 | Opus One                                     |                 | 6 aprile 1998    |                 |
| 17 | Seems Like Gold Times                        |                 | 13 aprile 1998   |                 |
| 18 | Second Time Around                           |                 | 20 aprile 1998   |                 |
| 19 | A Man and a Woman                            |                 | 27 aprile 1998   |                 |
| 20 | Dial and Substance                           |                 | 4 maggio 1998    |                 |
| 21 | Never Can Say Goodbye (Part 1)               |                 | 18 maggio 1998   |                 |
| 22 | Never Can Say Goodbye (Part 2)               |                 | 18 maggio 1998   |                 |